# Trigonodes problematica
Trigonodes problematica là một loài bướm đêm trong họ Noctuidae.